# Xanthorrhoea thorntonii
Xanthorrhoea thorntonii är en grästrädsväxtart som beskrevs av Tate. Xanthorrhoea thorntonii ingår i släktet Xanthorrhoea och familjen grästrädsväxter. Inga underarter finns listade i Catalogue of Life.